# Pieve Torina
Pieve Torina – miejscowość i gmina we Włoszech, w regionie Marche, w prowincji Macerata.
Według danych na rok 2004 gminę zamieszkiwało 1377 osób, 18,6 os./km².